# Sten Waldem
Sten Ragnar Valdemar Waldem (i riksdagen kallad Waldem i Ölvingstorp) , född 7 augusti 1877 i Ljungby församling, Kalmar län, död 20 september 1960 i Kalmar, var en svensk godsägare och politiker (högern).
Waldem var godsägare i Ölvingstorp, där han ägde gården Nygård om 496 ha. Han var ledamot av riksdagens andra kammare 1929–1932, invald i Kalmar läns valkrets. Han är begravd på Ljungby kyrkogård.